# Informacijski paradoks črnih lukenj
Informacijski paradoks črnih lukenj je paradoks, ki izhaja iz kombinacije splošne teorije relativnosti in kvantne mehanike. Izračuni nakazujejo, da se lahko fizične iformacije za vedno izgubijo v črni luknji, kar omogoča da več fizikalnih stanj preide v isto stanje. To je sporno, ker krši osnovno pravilo sodobne fizike, da bi morala načeloma vrednost valovne funkcije fizikalnega sistema v nekem trenutku določati njeno vrednost kadarkoli. Osnovni postulat københavnske interpretacije kvantne mehanike je, da so popolne informacije o sistemu kodirane v njegovi valovni funkciji do časa njenega sesedanja. Razvoj valovne funkcije določa unitarni operator, unitarnost pa pomeni, da se informacije ohranijo v kvantnem smislu.

## Ustrezna načela
V igri sta dve glavni načeli:
- kvantni determinizem pomeni, da so za dano sedanjo valovno funkcijo njene prihodnje spremembe enolično določene z evolucijskim operatorjem.
- časovna reverzibilnost se nanaša na dejstvo, da ima evolucijski operator inverz, kar pomeni, da so pretekle valovne funkcije podobno enolične.

Kombinacija obeh pomeni, da se morajo infomacije vedno ohraniti.
Stephen Hawking in Jacob David Bekenstein sta v začetku sredine 1970-ih podala teoretične argumente na osnovi splošne teorije relativnosti in kvantne teorije polja, ki se niso zdeli samo neskladni z ohranitvijo informacij, ampak tudi niso upoštevali izgube informacij in niso navedli razloga za to. Še posebej so Hawkingovi računi nakazovali, da izhlapevanje črnih lukenj prek Hawkingovega sevanja ne ohranja informacij. Sedaj mnogo fizikov verjame, da holografsko načelo (in še posebej dualnost AdS/CFT) prikazuje, da je bil Hawkingov zaključek napačen, in da se informacije dejansko ohranjajo. Hawking je leta 2004 sam priznal stavo, ki jo je dal, in se strinjal, da izhlapevanje črnih lukenj dejansko ohranja informacije.

## Hawkingovo sevanje
Med letoma 1973 in 1975 sta Hawking in Bekenstein pokazala, da bodo črne luknje počasi sevale energijo, kar je predstavljalo problem. Iz izreka odsotnosti las bi bilo pričakovati, da bo Hawkingovo sevanje popolnoma neodvisno od snovi, ki je padla v črno luknjo. Kljub temu, če je bila snov, ki je padla v črno luknjo, v čistem kvantnem stanju, bi transformacija tega stanja v mešano stanje Hawkingovega sevanja uničila informacije o izvirnem kvantnem stanju, informacije, ki jih določa razlika med grobozrnato (toplotno) entropijo in finozrnato (kvantno, von Neumannovo) entropijo. To krši zakon o ohranjaju informacij, kar odgovarja Liovilleovemu izreku v klasični fiziki in tako predstavlja fizikalni paradoks (glej na primer ).
Hawking je ostal prepričan, da enačbe termodinamike črnih lukenj skupaj z izrekom odsotnosti las vodijo do zaključka, da se lahko kvantne informacije uničijo. To je mnoge fizike motilo, predvsem Johna Preskilla, ki je odprl »bitko«, kjer sta Leonard Susskind in Gerard 't Hooft javno 'napovedala vojno' proti Hawkingovi rešitvi, Susskind pa je objavil priljubljeno knjigo Vojna črnih lukenj (The Black Hole War), o debati v letu 2008. (Knjiga previdno pripominja, da je bila 'vojna' le znanstvena, in da so na osebnem nivoju udeleženci ostali prijatelji.) Rešitev, ki je zaključila bitko, je holografsko načelo, ki ga je prvi predlagal 't Hooft, prvo točno interpretacijo s teorijo strun pa je dal Susskind. S tem je »Sussking uničil Hawkinga v prepiru zaradi kvantne zagate«.
Obstaja več zamisli o tem kako naj se reši paradoks. Od predloga korespondence AdS/CFT, predlaganega leta 1997, je prevladujoče prepričanje med fiziki ta, da se informacije ohranjajo, in da Hawkingovo sevanje ni čisto toplotno, ampak prejema kvantne popravke, ki kodirajo informacije o notranjosti črnih lukenj. Ta pogled so naprej podprli leta 2019, ko so raziskovalci spremenili izračunavanje entropije Hawkingovega sevanja v določenih modelih, in pokazali, da je sevanje dejansko dualno notranjosti črnih lukenj v kasnejših časih. Druge možnosti vključujejo informacije, ki jih vsebuje planckovski ostanek za Hawkingovim sevanjem ali modifikacija zakonov kvantne mehanike, ki bi omogočili neunitarni časovni razvoj.
Julija 2004 je Hawking objavil članek v katerem je predstavil teorijo, da kvantne motnje na dogodkovnemu obzorju lahko dovoljujejo informacijam pobeg iz črnih lukenj, kar bi rešilo informacijski paradoks. Njegov argument je privzel unitarnost korespondence AdS/CFT, ki je namigovala, da so anti-de sittrovske črne luknje dualne toplotni konformni teoriji polja. Ko je najavil svoj rezultat, je Hawking priznal stavo iz leta 1997, in Preskill mu je plačal enciklopedijo bejzbola »iz katere se lahko informacije pridobijo po mili volji.« Kipa Thornea ta Hawkingov dokaz ni prepričal, in je odklonil prispevat k nagradi.
Po Rogerju Penroseu izguba unitarnosti v kvantnih sistemih ni problem – kvantne meritve so že same po sebi neunitarne. Penrose je trdil, da se kvantni sistemi dejansko ne bodo več razvijali unitarno takoj, ko bo gravitacija postala prevladujoča, še posebej v črnih luknjah. Konformna ciklična kozmologija, ki jo zagovarja Penrose, je kritično odvisna od pogoja, da se informacije dejansko izgubijo v črnih luknjah. Ta novi kozmološki model bo v prihodnosti mogoče ekperimentalno preskusiti s podrobno analizo prasevanja – če model velja, bi moralo prasevanje kazati krožne vzorce z rahlo nižjimi ali rahlo višjimi temperaturami. Novembra 2010 sta Penrose in Vahe G. Gurzadjan objavila, da sta našla dokaz takšnih krožnih vzorcev v podatkih satelita WMAP, podprtimi s podatki iz eskperimenta BOOMERanG. O pomembnosti odkritij so nato razpravljali drugi. Amir Haijan ni našel anomalij v spremembah v primerjavi s kozmološkim modelom ΛCDM. Opazljive spremembe v podatkih so v skladu z gaussovskim prasevalnim nebom, kot jih predlaga kozmološki model inflacije in to boljše od standardnega odklona {\displaystyle 3\sigma \!\,}. Nekateri avtorji so zagotovili, da sta Penrose in Gurzadjan izvedla simulacije na podlagi napačnega močnostnega spektra.

## Domnevane rešitve
- informacije postopoma uhajajo med izhlapevanjem črnih lukenj.[17][18]
Prednosti: v skladu z reverzibilnostjo, kakor jo zahteva kvantna mehanika. Intuitivno privlačno, ker je kvantitativno podobno ponovni pridobitvi informacij v klasičnem procesu gorenja.
Pomanjkljivosti: do nedavnega je ta rešitev veljala, da zahteva velik odmik od klasične in polklasične gravitacije, kar na prvi pogled izgleda, da ne dovoljuje informacijam uhajati iz črnih lukenj tudi za makroskopske črne luknje, za katere so klasični in polklasični približki pričakovano dobri približki. Vendar nedavna raziskovanja predlagajo, da polklasična gravitacija res zagotavlja mehanizem uhajanja informacij. Glej § Nedavne raziskave. Krši izrek brez skrivanja.
- informacije so nepovratno izgubljene.[17][18]
Prednosti: izgleda, da je neposredna posledica relativno nespornega izračuna na podlagi polklasične gravitacije.
Pomankljivosti: Krši unitarnost. (Banks, Susskind in Peskin so dokazovali, da krši tudi ohranitev energije in gibalne količine ali krajevnost, vendar, kot se zdi, argument ni pravilen za sisteme z velikim številom prostostnih stopenj.[19])
- informacije nenadoma uidejo ven med zadnjo stopnjo izhlapevanja črnih lukenj.[17][18]
Prednosti: Pomeben odmik od klasične in polklasične gravitacije je potreben le v režimu v katerem se pričakuje prevladovanje učinkov kvantne gravitacije.
Pomanjkljivosti: ravno pred začetkom nenadnega uhajanja informacij mora biti zelo majhna črna luknja sposobna hraniti poljubno količino informacij, kar krši Bekensteinovo mejo.
- informacije so hranjene v ostanku planckovske velikosti.[17][18]
Prednosti: Potreben ni noben mehanizem za uhajanje informacij.
Pomanjkljivosti: Da bi vsebovali informacije iz izhlapljene črne luknje, bi morali ostanki imeti neskončno število notranjih stanj. Dokazovali so, da bi bilo mogoče izvesti končno mnogo parov takšnih ostankov, ker so majhni in neločljivi s perspektve nizkoenergijske efektivne teorije.[20]
- informacije so shranjene v velikem ostanku.[21][22]
Prednosti: velikost ostanka se povečuje z velikostjo začetne črne luknje, tako da ni potrebe po neskončnem številu notranjih stanj.
Pomanjkljivosti: Hawkingovo sevanje se mora ustaviti preden črna luknja doseže planckovsko velikost, kar zahteva kršitev polklasične gravitacije na makroskopskem nivoju.
- informacije so shranjene v otroškem vesolju, ki je ločeno od krajevnega Vesolja.[18][23]
Prednosti: ta scenarij predvideva Einstein-Cartanova teorija gravitacije, ki razširja splošno teorijo relativnosti na snov z notranjo vrtilno količino (spin). Ni potrebe po kršitvah znanih splošnih fizikalnih načelih. Ne obstajajo fizikalne omejitve na število vesolij, četudi ostane le eno opazljivo.
Pomanjkljivosti: težko je prskušati Einstein-Cartanovo teorijo, ker so njene naovedi zelo različne on napovedi splošne teorije relativnosti le pri izjemno velikih gostotah.
- informacije so kodirane v povezavah med prihodnostjo in preteklostjo.[24][25]
Prednosti: polklasična gravitacija zadostuje, kar pomeni, da rešitev ni odvisna od podrobnosti (še vedno ne dovolj razumljene) kvantne gravitacije.
Pomanjkljivosti: nasprotuje intuitivnemu pogledu na naravo kot entitete, ki se razvija s časom.

## Nedavne raziskave
Leta 2014 je Chris Adami dokazoval, da analiza s pomočjo teorije kvantnega kanala povzroča izginotje vsakega navideznega paradoksa – Adami je zavrnil Susskindovo analizo komplementarnosti črnih lukenj, in pobijal, da nobena prostorska ploskev ne vsebuje podvojenih kvantnih informacij.
Leta 2015 so Modak, Ortíz, Peña in Sudarsky dokazovali, da se lahko paradoks razreši s priklicanjem osnovnih problemov kvantne teorije, ki se jih velikokrat imenuje problem merjenja kvantne mehanike. To delo je temeljilo na starejšem predlogu Okona in Sudarskega o prednostih teorije objektivnega sesedanja valovne funkcije v precej širšem kontekstu. Izvirna motivacija teh raziskav je bil že nekaj časa znani Penroseov predlog, kjer mora biti sesedanje valovne funkcije neizogibno v prisotnosti črnih lukenj (in celo pod vplivom gravitacijskega polja). Eksperimentalna potrditev teorij sesedanja je v teku.
Leta 2016 so Hawking in sodelavci predlagali nove teorije o informacijah, ki se gibljejo v in iz črne luknje. Delo iz leta 2016 trdi, da se informacije shranijo v »mehkih delcih«, nizkoenergijski različici fotonov in drugih delcev, ki obstajajo v ničelni energiji praznega prostora.
Velikanski napredek je bil narejen leta 2019, ko so Geoff Penington in sodelavci odkrili razred polklasičnih geometrij prostor-časa, ki so jih spregledali Hawking in kasnejši raziskovalci. Hawkingovi izračuni se zdi, da kažejo, da entropija Hawkingovega sevanja narašča skozi življenje črne luknje. Vendar, če črna luknja nastane iz znanega stanja (ničelna entropija), se mora entropija Hawkingovega sevanja zmanjšati nazaj na nič, ko enkrat črna luknja v celoti izhlapi. Penington in sodelavci so izračunali entropijo s pomočjo metode replik in pokazali, da je treba za dovolj stare črne luknje upoštevati rešitve, v katerih so replike povezane s črvinami. Vključenost teh geometrij črvin preprečuje entropiji, da naraste čez vse meje.
Ta rezultat, kakor izgleda, rešuje informacijski paradoks, vsaj v enostavnih teorijah gravitacije, ki ga obravnavajo. Čeprav replike nimajo neposrednega fizikalnega pomena, se videz črvin prenese na fizikalni opis sistema. Še posebej se lahko v Hawkingovem sevanju za dovolj stare črne luknje izvedejo operacije, ki vplivajo na notranjost črne luknje. Ta rezultat ima posledice na sorodni paradoks požarnega zidu in je podoben predlagani rešitvi ER = EPR.